# Associazione Italiana Sclerosi Laterale Amiotrofica
L'Associazione Italiana Sclerosi Laterale Amiotrofica, nota anche come AISLA, è una Onlus nata nella prima metà degli anni ottanta con lo scopo di rappresentare il punto di riferimento in Italia per la cura, l'assistenza e la tutela dei malati di Sclerosi Laterale Amiotrofica, comunemente detta "SLA".

## Storia
L'AISLA nasce ufficialmente il 21 aprile del 1983, con sede a Veruno: il primo presidente è l'urologo ligure Bruno Delpino. 
Nel 1985 vengono organizzati i primi convegni sulla malattia, mentre due anni più tardi viene eletto presidente Roberto Negri. 
Nel 1992 AISLA è tra i fondatori della federazione delle associazioni che si occupano di SLA nel mondo, la International Alliance of Als/Mind Associations. 
Nel 1993 la presidenza passa a Carlo Pasetti, che cede il testimone due anni più tardi a Edoardo Ferlito. 
Nel 1996 viene inaugurato il sito Internet www.aisla.it, mentre la sede nazionale viene spostata a Novara. 
Nel 1998 il Ministero della Salute garantisce ad AISLA la distribuzione gratuita dell'unico farmaco in grado di curare la SLA, il riluzolo; l'anno seguente, lo stesso Ministero riconosce l'associazione come personalità giuridica. 
Nel 2001 il Sistema Sanitario Nazionale inserisce la SLA nella lista delle patologie rare ed invalidanti; nel 2004 il cantante Ron diventa testimonial dell'associazione, e l'anno successivo l'AISLA viene riconosciuta Onlus, Organizzazione Non Lucrativa di Utilità Sociale. 
Nel 2006 il presidente di AISLA diventa Mario Melazzini, mentre a Roma, davanti al Ministero della Salute, va in scena il primo sit-in di malati. 
Nel 2007 AISLA è tra i soci partecipanti di Fondazione Serena per la realizzazione del Centro Clinico Nemo con sede presso l’Ospedale Cà Granda Niguarda di Milano, centro ad alta specializzazione che si occupa della presa in carico delle persone affette da patologie neuromuscolari e neurodegenerative, tra cui la SLA. 
Nel 2008 AISLA diventa socio fondatore di AriSLA, Fondazione Italiana per la ricerca sulla SLA. 
Dopo il trasferimento della sede dell'AISLA da Novara a Milano, nel 2009 il Ministero della Salute istituisce la Consulta per le Malattie Neuromuscolari, a capo del quale è nominato Mario Melazzini. 
Nel 2010 AISLA è tra i soci fondatori di Fondazione Aurora Onlus per la realizzazione del Centro Clinico Nemo Sud presso il Policlinico G. Martino di Messina. 
Nel 2012 lo stesso Melazzini diventa Assessore alla Sanità in Regione Lombardia: la presidenza di AISLA passa prima a Felice Majori e poi a Massimo Mauro. 
Nel 2014 AISLA arriva agli onori della cronaca grazie al fenomeno di beneficenza virale dell'Ice Bucket Challenge e per l'impegno al sostegno della ricerca contro la SLA.
Nel 2016 AISLA indice il secondo sit-in nazionale con Manifestazione di protesta a Roma per il Fondo per la Non Autosufficienza. 
Nel 2017 il cantautore Ron organizza un concerto evento a favore di AISLA, a cui partecipano anche altri cantanti noti.
Il 20 giugno 2019 viene inaugurata la Biobanca Nazionale SLA presso il Policlinico Gemelli di Roma.
Il 21 giugno 2020, in occasione della Giornata Mondiale sulla SLA, AISLA avvia il Registro Nazionale SLA.
Nel 2021 Fulvia Massimelli diventa Presidente di AISLA, è la prima donna eletta a questa carica nella storia dell'associazione.

## Iniziative
Dal 2008, tra la metà di settembre e la prima settimana di ottobre, AISLA promuove la Giornata Nazionale SLA nata per ricordare il primo sit-in dei malati SLA a Roma, avvenuto il 18 settembre 2006.
L'AISLA è stata l'associazione che ha fatto conoscere e diffondere il fenomeno dell'Ice Bucket Challenge in Italia nell'estate del 2014.